# Франк Маршал
 Тази статия е за американския шахматист.  За продуцента вижте Франк Маршал (продуцент).  
Франк Джеймс Ма̀ршал (на английски: Frank James Marshall) е американски шахматист. Той е един от първите петима гросмайстори в света: Ласкер, Капабланка, Алехин, Тараш и Маршал (1914 г., Санкт Петербург).
Научава правилата на играта когато е на осем години. През 1900 г. прави международния си дебют в Париж. През 1904 г. печели турнирът Кеймбридж Спрингс с 1,5 точки пред настоящия световен шампион Емануел Ласкер. През 1907 г. е претендент за титлата в мач срещу Ласкер, който губи безапелационно.
Стилът му се отличава с агресивност. Популяризира Гамбит Маршал в Испанско начало. Рисковата игра и стремежът към инициатива и атака, независимо от наличието на позиционни предпоставки, са причина за редица провалени мачове и турнири на Маршал. Той заявява: „Аз поддържам старата гледна точка, че нападението е най-добрата защита. Винаги обаче ми е било много трудно с големи майстори на отбраната. Понякога ми създаваха проблеми, но аз все още предпочитам собствения си стил на игра.“.
Оригиналните идеи на Маршал са отразени в дебютни варианти (на него са наречени варианти в Дамски гамбит (виж Защита Маршал и Гамбит Маршал), както и във Френска защита); най-интересна е контраатаката на Маршал (виж Испанската партия), която той използва за първи път срещу Капабланкa (Ню Йорк, 1918).
Маршал изиграва голяма роля в развитието на шаха в САЩ. След смъртта на Хари Пилсбъри (1906 г.) той е най-силният шахматист в държавата. Шампион е на САЩ от 1909 до отказването си от активния спорт през 1936 г. През 1915 г. той организира шахматен клуб - „Шахматен клуб Маршал“ и остава негов ръководител до края на живота си. Той е бил професионалист по шах и отношението му към шахмата е най-добре изразено от собствените му думи: „Целият ми живот е посветен на шаха. Играл съм го повече от половин век... и днес съм толкова влюбен в шаха, колкото и през всичките тези години.“